# Villino Cimarosa
Il villino Cimarosa è un edificio in stile Liberty di Avezzano (AQ) situato nel quartiere di Borgo Pineta. Il villino ha acquisito il nome del compositore Domenico Cimarosa a cui è intitolata la strada dove venne costruito nel 1916.

## Storia

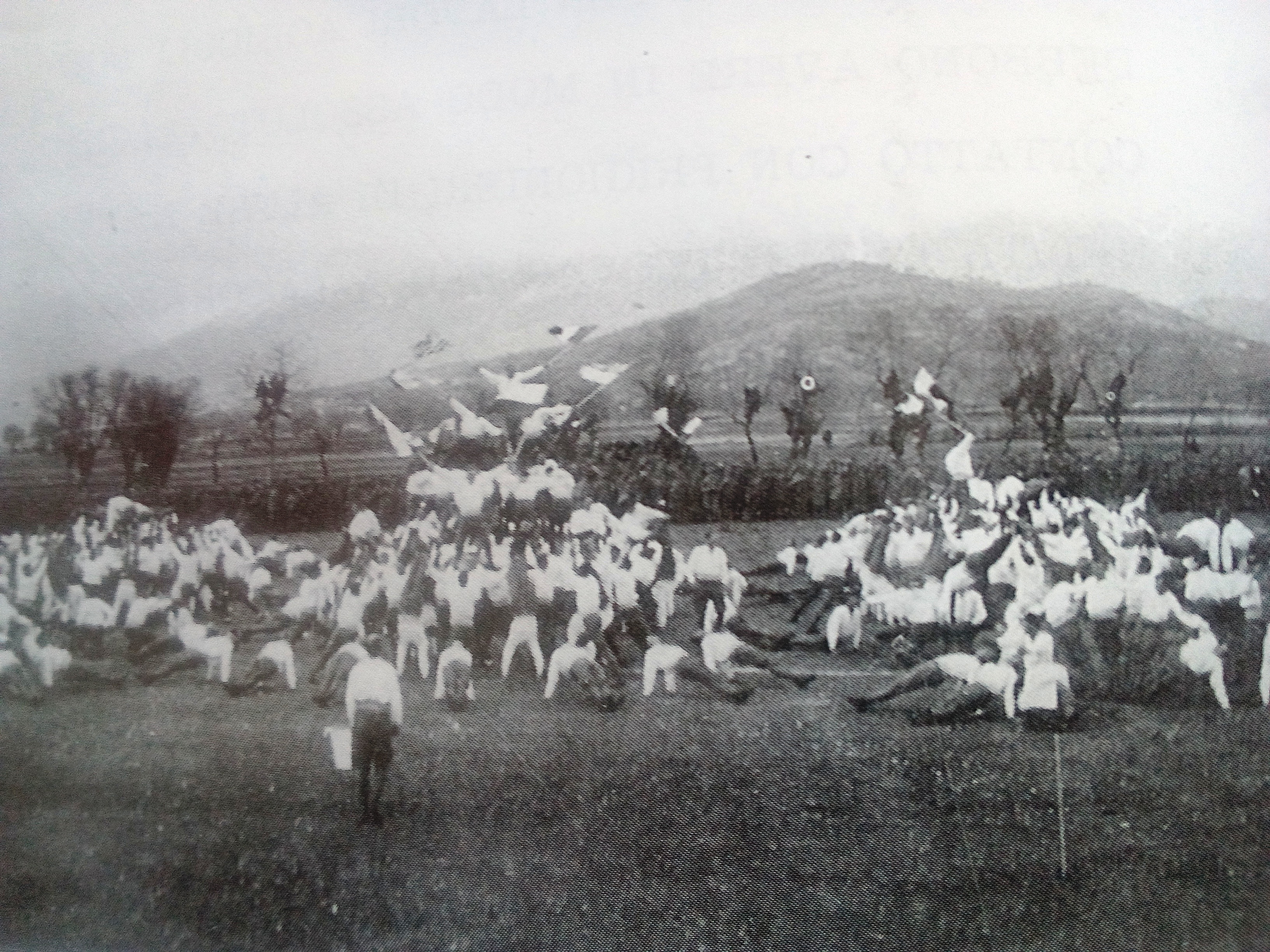
Esercitazione dei prigionieri cechi e slovacchi ad Avezzano nel 1918

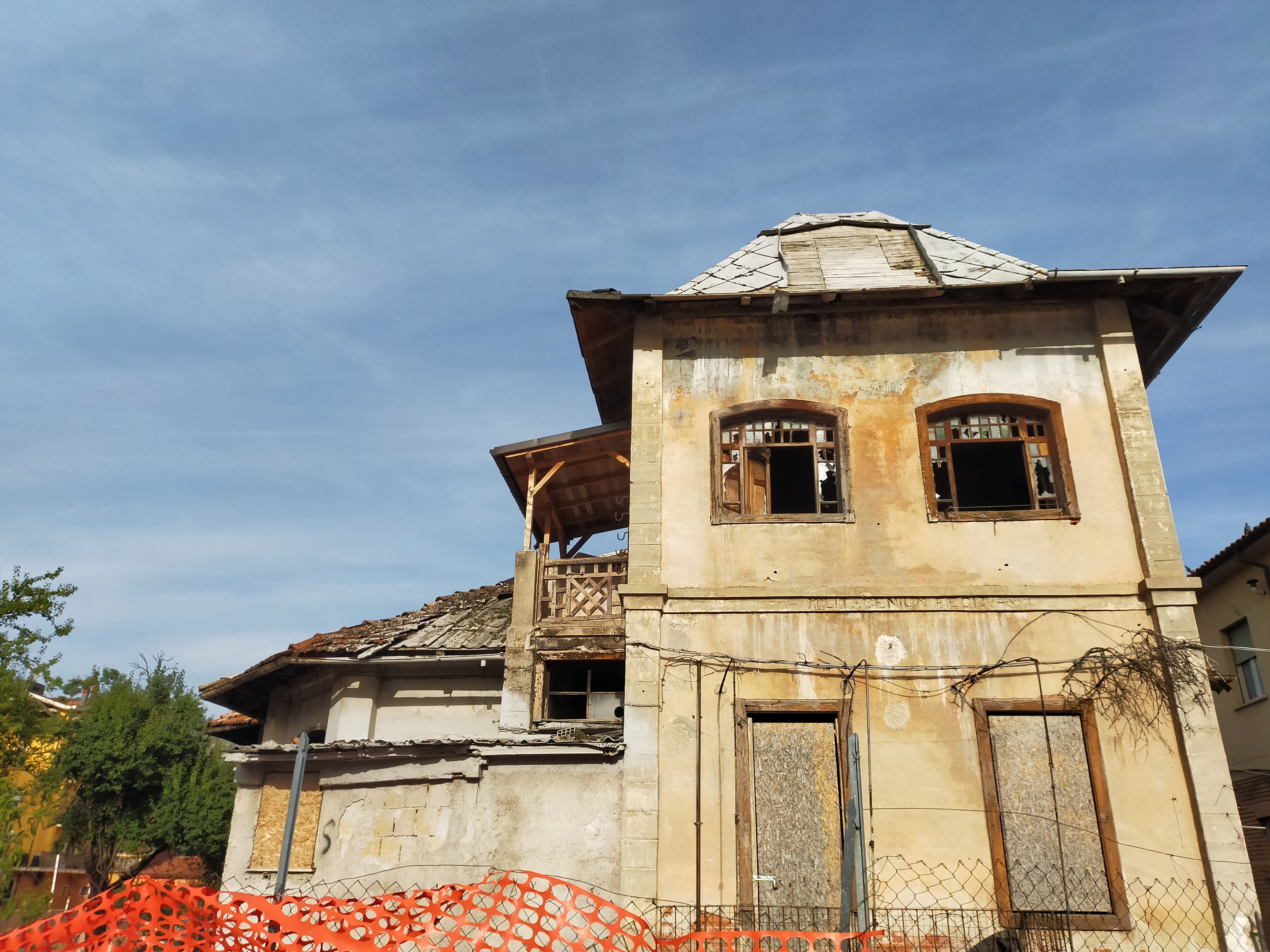
Foto del villino scattata nel 2021

Pochi mesi dopo il terremoto della Marsica del 1915 che causò migliaia di vittime e la quasi totale distruzione di Avezzano il Governo Salandra II decise di installare nei pressi della città abruzzese il più grande campo di concentramento dell'Italia centrale, riservato ai prigionieri austro-ungarici della prima guerra mondiale. Ciò favorì la ricostruzione di un territorio dove si venne a creare un vuoto generazionale non solo a causa del sisma ma anche per l'impiego sul fronte dei giovani sopravvissuti, nati tra il 1878 e il 1899. Nel 1916, esternamente al campo di concentramento, venne edificata con i criteri antisismici dell'epoca e con l'utilizzo di calcestruzzo, cemento e legno la palazzina utilizzata come sede del magazzino-ufficio del genio militare.
Nel settembre del 1920, dopo la fine del conflitto e in seguito allo smantellamento di una buona parte del campo, l'onorevole Camillo Corradini ottenne l'assegnazione gratuita dell'edificio in favore del municipio di Avezzano. Il villino, dopo un intervento di adeguamento architettonico in stile Liberty, dal 1922 al 1938 venne utilizzato come asilo che fu intitolato al Sacro Cuore. 
Durante la seconda guerra mondiale la città divenne un luogo di transito dei nazisti in quanto il generale tedesco Albert Kesselring fece stabilire il proprio quartier generale nei pressi del vicino castello di Albe. Il villino fu un punto di riferimento delle SS già a partire dal 1942.
Al termine della guerra la struttura ospitò l'asilo e la scuola dell'infanzia Don Bosco. Nel 1955 risultò invece già in stato di abbandono tanto che venne occupata abusivamente.
Nel 1993, oramai in stato di degrado avanzato, il villino Cimarosa fu sottoposto a tutela e vincolato dalla Soprintendenza abruzzese. Dal 2007 gode dello status di "particolare pregio' riconosciuto dal Ministero per i beni culturali.
Nei primi anni duemila la onlus Italia Nostra ha promosso lo studio di fattibilità per il restauro e il consolidamento del bene con il fine di realizzarvi un museo della memoria. Nel 2011 e nel 2019 con la compartecipazione della Fondazione Carispaq l'amministrazione comunale ha promosso nuovi progetti di conservazione e rifunzionalizzazione dell'edificio per destinarlo alle attività socio-culturali.
Nel 2022 il comune di Avezzano ha provveduto ad alienare il bene con il fine di ristrutturarlo nel rispetto delle prescrizioni dettate dal Ministero della cultura e dal vincolo garantendone la fruizione pubblica.
Il villino prende il nome del compositore Domenico Cimarosa a cui è intitolata la strada dove venne costruito, accanto alla chiesa della Madonna del Passo di Borgo Pineta.

## Architettura
La struttura si compone di tre piani collegati da scale a chiocciola: il seminterrato (78 metri quadrati), il piano rialzato (230 m²) e il primo piano (circa 190 m²). La pertinenza totale, incluse le aree esterne, supera gli 850 m². Dopo il sisma del 1915 venne realizzata con le tecniche antisismiche dell'epoca, utilizzando dei mattoni incastrati nei conci dei pilastri prefabbricati, realizzati con il cemento e i tondini di ferro. Negli anni venti l'edificio fu restaurato e adeguato alle funzioni civili attraverso lo stile architettonico dell'epoca, il Liberty italiano.
Il pavimento, le balaustre d'ingresso, la loggia, il sottotetto e la copertura sono in legno. Il tetto spiovente e dotato di abbaini, tipico dell'edilizia alpina, è stato modificato in alcune parti nel corso del tempo. I solai sono realizzati in laterocemento.